# Heinkel He P.1068.01-78
Heinkel He P.1068.01-78 – projekt czterosilnikowego bombowca odrzutowego opracowanego na podstawie specyfikacji RLM z czerwca 1943 r. Samolot miał zabierać 2000 kg bomb z prędkością 800 km/h. Bombowiec miał być napędzany silnikami He S 011 lecz prace nad nimi opóźniały się, co zmusiło konstruktorów do zastosowania słabszych Jumo 004C. Aby zmniejszyć prędkość lądowania zastosowano klapy Fowlera. Efekty prac wykorzystano w He 343.